# كميل شمعون
كميل نمر شمعون (3 أبريل 1900 - 7 أغسطس 1987)، ثاني رئيس للجمهورية اللبنانية بعد الاستقلال. انتخب سنة 1952 بعد استقالة بشارة الخوري. شهد نهاية عهده اضطرابات عرفت بأحداث 1958 وهي بسبب إنه أراد تجديد فترة ولايته الرئاسية إلا أنه جوبه برفض من بعض القوى اللبنانية التي كانت ترفض سياسته وكان على رأس هذه القوى كمال جنبلاط. أسس سنة 1958 حزب الوطنيين الأحرار. ترأس سنة 1976 الجبهة اللبنانية أحد أبرز طرفي الصراع أثناء الحرب الأهلية اللبنانية. تولى سنوات الحرب عدة مناصب حكومية آخرها منصب وزير المالية إلى تاريخ وفاته في 7 أغسطس 1987. خلفه على رأس حزب الوطنيين الأحرار نجلاه داني ثم دوري.

## مسيرته السياسية
- رئيس الجمهورية بين 23 سبتمبر 1952 و22 سبتمبر 1958.
- شارك في الحكومات اللبنانية المتعاقبة لفترات طويلة، ودخل في تشكيل 7 حكومات كوزير :
  - تم تعيينه عام 1938 وزيراً للمال.
  - عُيّن وزيراً للداخلية والبريد والبرق من 25 سبتمبر 1943 حتى 3 يوليو 1944 وذلك في حكومة الرئيس رياض الصلح في عهد الرئيس بشارة الخوري.
  - عُيّن في 14 ديسمبر 1946 وزيراً للمال وذلك حتى 7 يونيو 1947 وذلك في حكومة الرئيس رياض الصلح في عهد الرئيس بشارة الخوري.
  - في 7 يونيو 1947 تم تعيينه وزيراً للداخلية والصحة والإسعاف العام وذلك في حكومة الرئيس رياض الصلح في عهد الرئيس بشارة الخوري، وبقي في المنصب حتى 19 مايو 1948.
  - في 1 يوليو 1975 حتى 15 سبتمبر 1976 تولى وزارات الداخلية والبريد والبرق والهاتف والموارد المائية والكهربائية وذلك في حكومة الرئيس رشيد كرامي في عهد الرئيس سليمان فرنجيّة.
  - في 15 يونيو 1976 تم تعيينه وزيراً للدفاع الوطني، وبعده في يوم وبتاريخ 16 يونيو 1976 تم تعيينه  نائباً لرئيس الوزراء وزيراً للدفاع الوطني ووزيراً للخارجية والتربية الوطنية والتصميم العام وذلك في حكومة الرئيس رشيد كرامي في عهد الرئيس سليمان فرنجيّة، وظل وزيراً للتربية الوطنية والتصميم العام حتى 15 سبتمبر 1976، بينما بقي نائباً لرئيس الوزراء ووزيراً للدفاع الوطني والخارجية حتى 9 ديسمبر 1976.
  - في 30 أبريل 1984 عُيّن وزيراً للمال والتعاونيات والإسكان وذلك في حكومة الرئيس رشيد كرامي في عهد الرئيس أمين الجميّل، وظلّ على رأس الوزارات حتى وفاته في 7 أغسطس 1987.
- انتخب نائبا ثماني مرات في البرلمان وذلك في انتخابات الأعوام: 1934، 1937، 1943، 1947، 1951، 1960، 1968، 1972.
- أسس حزب الوطنيين الأحرار وترأسه من 1958 إلى 1985.
- أسّس حزب الدستور مع كل من مجيد أرسلان، حميد فرنجية، ميشال زكور، صبري حماده، سليم تقلا، وبشارة الخوري.
- بعام 1944 تم تعيينه وزيراً مفوضا للبنان لدى بريطانيا واستمر بهذا المنصب لفترة عامين ونصف.
- بالفترة ما بين 1945 - 1946 رأس الوفد اللبناني إلى مؤتمر الطاولة المستديرة في لندن وذلك لمناقشة القضية الفلسطينية.
- في عام 1948 مثل لبنان لدى هيئة الأمم المتحدة في نيويورك.
- في عام 1968 أسس حلف سمي بالحلف الثلاثي وكان يتكون منه ومن عميد الكتلة الوطنية ريمون إده ورئيس حزب الكتائب الشيخ بيار الجميّل.
- ترأس الجبهة الوطنية والتي أسست عام 1976.
- وفقًا لأسعد أبو خليل، فإنّ وثيقة أمريكية نشرت أن شمعون كان يستورد كميّات كبيرة من الزجاج أثناء تولّيه وزارة الداخلية في 1975، ثم يطلب من أعضاء ميليشيا النمور «إشعال الجبهات» من أجل إتمام الصفقات.[5]

## العلاقة مع إسرائيل
حظي شمعون بعلاقات قويّة مع إسرائيل. أثناء أزمة 1958، طلب شمعون من إسحق رابين قائد الجبهة الشمالية في الجيش الإسرائيلي تأمين 500 بندقية هجومية. في 1970 زار إسرائيل سرًا، ومرة أخرى في 1977، حيث التقى برئيس الوزراء مناحيم بيغن بعد انتخابه في بيت أغيون.

## حياتة الأسرية
في تاريخ 30 ديسمبر 1930 تزوج من زلفا تابت وأنجب منها ابنيه داني ودوري.

## مؤلفاته
- مراحل الاستقلال.
- أزمة في لبنان.
- أزمة في الشرق الأوسط.
- مذكرات وذكريات.

## إعدامات
في عهد الرئيس كميل شمعون اغتيل على بوابة القصر الجمهوري (بيت الوسط حاليا) في حي القنطاري في بيروت النائب والوزير محمد العبود ، أُدين فيها محمد محمود الشيخ من أنصار النائب والوزير السابق سليمان العلي وشقيقه مالك العلي، ووقع الرئيس شمعون مرسوما بإعدامه شنقا في ساحة وزارة العدل في بيروت.

## وصلات خارجية
- كميل شمعون على موقع الموسوعة البريطانية (الإنجليزية)
- كميل شمعون على موقع مونزينجر (الألمانية)
- مقال عن الرئيس كميل شمعون في جريدة السفير

| المناصب السياسية  | المناصب السياسية                                         | المناصب السياسية |
| ----------------- | -------------------------------------------------------- | ---------------- |
| سبقه بشارة الخوري | رئيس الجمهورية اللبنانية 23 سبتمبر 1952 - 22 سبتمبر 1958 | تبعه فؤاد شهاب   |